# Понци, Чарльз
Чарльз Понци (3 марта 1882, город Луго, Италия — январь 1949, Рио-де-Жанейро, Бразилия) — итальянский «пирамидостроитель», основатель «схемы Понци».

## Биография
В юношестве эмигрировал в США, создав одну из самых хитроумных и оригинальных финансовых пирамид, которая потом была названа в его честь. О детстве и юношестве известно мало, и информация противоречива. В 1903 году Понци отправляется за океан, по пути проиграв (или утратив иным способом) все свои деньги. При въезде в Америку у него оставалось всего два с половиной доллара. Попытки заработать оставались без успеха вплоть до 1919 года, когда Понци на занятые у знакомого мебельного торговца Дэниелса 200 долларов создал фирму.
Предприятие было зарегистрировано в Бостоне и названо «Компания по обмену ценных бумаг» («The Securities Exchange Company»). Оно занималось арбитражными сделками. Компания выдавала долговые расписки, в которых обязывалась выплатить на каждые полученные 1000 долларов 1500 долларов через 90 дней. Весной 1920 года Понци передал управление компанией 18-летней Люси Мартелли. Сам он, между тем, купил дорогой особняк в престижном квартале.
Пирамида рухнула летом 1920 года вследствие иска одного из вкладчиков по имени Дэниелс, который потребовал 50 % прибыли от компании Понци. По законодательству того времени, такой иск разрешал заморозить средства Понци, которые находились на счетах в банках. 26 июля Понци объявил о временной приостановке приёма вкладов в связи с проверками налоговой службы. Это было ошибкой, вкладчики побежали толпой забирать деньги. 12 августа 1920 года Понци был задержан в связи с результатами проверки, выявившей задолженность в 7 млн, а средств на счетах — 4 млн. 25 октября 1920 года фирму Понци признали банкротом, а 30 октября Чарльз Понци был осуждён на пять лет.
Отсидев срок, Понци продолжил заниматься финансовыми махинациями, и в 1934 году его депортируют на родину. Там он стал переводчиком с английского. Позже, по протекции Муссолини, переехал в Рио-де-Жанейро работать представителем «Итальянских авиалиний».
Умер Чарльз Понци в благотворительном отделении больницы в Рио-де-Жанейро от кровоизлияния в мозг, оставив после себя 75 долларов, на которые и был похоронен.

## Последователи
Известный аферист Бернард Мейдофф организовал финансовую пирамиду «Фонд Мейдоффа» («Madoff Securities») по так называемой «схеме Понци», то есть когда проценты по инвестициям выплачивались за счёт притока новых клиентов.
В марте 2018 года была запущена пирамида на основе криптовалюты с наличием управляющего смарт-контракта. Последователи известного мошенника, открыто заявляющие о честности своей пирамиды, взяли себе название Ponzi Trust (Понци Траст).

## Художественные фильмы
- 2013 — телефильм «Схема Понци» / Le système de Ponzi — реж. Данте Дезарт (фр. Dante Desarthe); в гл. роли Скали Дельпейра (фр. Scali Delpeyrat)